# Верхнее Пулонгское (озеро, Карелия)
Верхнее Пулонгское — озеро на территории Малиновараккского сельского поселения Лоухского района Республики Карелии.

## Общие сведения
Площадь озера — 28,4 км², площадь водосборного бассейна — 601 км². Располагается на высоте 7,2 метров над уровнем моря.
Форма озера лопастная. Берега изрезанные, каменисто-песчаные, преимущественно возвышенные, местами заболоченные.
С севера в озеро впадают протоки без названия, несущие воды из озёр Белого, Савина, Глубокого Плотичного и Плотичного.
С запада в озеро впадает река Важенка, берущая начало из Нижнего Котозера.
Из озера берёт начало река Пулонга, впадающая в Кандалакшский залив Белого моря.
В озере несколько десятков безымянных островов различной площади, однако их количество может варьироваться в зависимости от уровня воды.
Код объекта в государственном водном реестре — 02020000711102000002033.